# Joel Wallón
Joel Alexander Wallón, född 21 april 1982 i Köping, är en svensk skådespelare.
Wallón har bland annat medverkat i filmerna Tårtgeneralen och Shadow Island. Han har även medverkat i TV-serien Fartblinda.

## Filmografi (i urval)
- 2018 – Tårtgeneralen
- 2019 – Fartblinda (TV-serie)
- 2023 – Shadow Island